# Granblue Fantasy
Pour l'adaptation en série télévisée d'animation, voir Granblue Fantasy The Animation.
Granblue Fantasy (グランブルーファンタジー, Guranburū Fantajī) est une franchise médiatique japonaise et un jeu vidéo de rôle développé par Cygames pour les appareils sous Android et iOS, ainsi que les navigateurs web, sorti pour la première fois au Japon en mars 2014. Le jeu est notamment connu pour la réunion du compositeur Nobuo Uematsu et du directeur artistique Hideo Minaba, qui ont collaboré sur Final Fantasy V (1992), Final Fantasy VI (1994), Final Fantasy IX (2000) et Lost Odyssey (2007).

## Synopsis
Act 1: Fille en Bleu
Le capitaine (le personnage du joueur, nommé Gran ou Djeeta par défaut) et leur compagnon ailé Vyrn se détendent dans la ville de Zinkenstill, lorsqu'ils aperçoivent un dirigeable de l'Empire Erste dans le ciel à proximité. Le capitaine vient par inadvertance à la rescousse d'une fille nommée Lyria et d'un officier impérial nommé Katalina alors qu'ils tentent de s'échapper de l'Empire. Cependant, le capitaine subit une blessure mortelle pendant le combat, forçant Lyria à fusionner son âme avec eux afin de les ramener au bord de la mort. Lyria utilise ensuite son pouvoir pour invoquer un monstre géant appelé Proto-Bahamut, repoussant les forces de l'Empire. Le destin du capitaine et de Katalina étant désormais lié à Lyria, les trois décident de se diriger vers l'île d'Estalucia, à la fois pour échapper à l'Empire et peut-être trouver des indices sur le père éloigné du capitaine.
Malheureusement, les faibles compétences de pilotage de Katalina les font s'écraser ailleurs dans l'archipel de Port Breeze. Le trio recherche un dirigeable en état de marche et un pilote pour le diriger. Ils finissent par rencontrer Rackam, un drôle de timonier travaillant sur un dirigeable qui a été brisé pendant des années. Cependant, l'Empire les suit également sur l'île, cherchant à reprendre Lyria. Les trois parviennent finalement à convaincre Rackam de les aider à combattre les soldats impériaux qui les pourchassent, et en retour, à l'aider à terminer la réparation de son dirigeable, le Grandcypher, pour le rendre apte à naviguer dans le ciel.
Alors que le capitaine voyage à travers les cieux, rassemblant plus d'alliés au cours de leur voyage et combattant les bêtes originelles, l'équipage se retrouve lentement entraîné dans une intrigue impliquant le mystérieux Chevalier noir, l'Orchis en forme de poupée et l'histoire que l'Empire cherche à garder secret pendant qu'ils poursuivent Lyria.
Act 2: Ciel Naissant
Après avoir contrecarrer les ambitions de Freesia et collecter les Pieces de la Carte des Royaumes des Cieux, avec la Carte du Royaume des Cieux Phantagrande, ils réussissent à traverser le miasme du Bassin Sinistre, mais en raison de la manipulation de Loki, l'équipage du Grandcypher se retroue séparé. Le lieu où ils se sont retrouvés est le royaume unifié qui a été détruit il y a dix ans, le Royaume des Cieux Nalhegrande. Alors que les protagonistes et Katalina se rassemblent, ils rencontrent un jeune homme nommé Caïn sur l'île Malkmaar, là où ils ont dérivé.
Act 3: Astral Itinérant
Après avoir empêcher Le Vrai Roi de prendre contrôle du Grand Mur Nalhe, l'équipage du Grancypher part à la chasse du Protagoniste qui est tombé de l'île en voie d'effondrement et sauvé Alliah.

## Système de jeu
Le jeu se joue comme un jeu vidéo de rôle avec des combats au tour par tour. Le jeu contient également des invocations et un système de classe qui modifie le jeu de mouvements et la progression du personnage principal. Les personnages gagnent des niveaux et des capacités en accumulant de l'expérience ; en collectant certains matériaux, certains personnages peuvent gagner une étoile supplémentaire (nommée « FLB » pour  Full Limit Break (上限開放, Jōgen kaihō, litt. « rupture de la limite supérieure »)), les invocations et les armes équipées confèrent également aux personnages des bonus sur la puissance d'attaque et les HP. Les personnages eux-mêmes sont gagnés soit via des quêtes (les quêtes de l'histoire principale ou des quêtes d'événements spéciaux) ou en utilisant de la monnaie dans le jeu pour recevoir des fragments de cristal aléatoires, qui peuvent contenir des armes spéciales qui ajoutent des personnages spécifiques au groupe. Les personnages, les invocations et les armes sont classés (du meilleur au pire) en SSR, SR, R ou N ; chacun est également de type vent, eau, feu, terre, lumière ou ténèbres. Il est recommandé d'utiliser un élément avantageux au combat (par exemple en utilisant de l'eau contre le feu) puisque certains donjons donnent une pénalité à l'élément non avantagé. Les acteurs de doublage fournissent des voix à tous les personnages au combat et à la plupart des scénarios principaux et des événements.

## Économie du jeu
Granblue Fantasy utilise un système de gacha : plutôt que d'acheter de nouveaux personnages, les joueurs dépensent des cristaux ou des tickets, puis obtiennent une apparition aléatoire en utilisant les cristaux ou les tickets. Les personnages et l'équipement sont acquis au hasard ; n'importe quel cristal n'a qu'un certain pourcentage de chance d'être un personnage souhaité. Ce système s'est avéré lucratif, car certains joueurs tentent compulsivement d'obtenir les personnages souhaités en dépensant de l'argent pour des acquisitions répétées de personnages aléatoires. Il était tellement efficace au point de soulever des inquiétudes sur une réglementation gouvernementale pour arrêter l'exploitation ; la Japan Online Game Association a imposé des restrictions plus strictes à l'industrie après qu'un joueur se soit streamer en train de dépenser environ 700 000 ¥ (6 000 $) pour tenter d'obtenir Andira, un nouveau personnage fortement promu, le 31 décembre 2015. En effet, le taux d'apparition d'Andira était plus élevé à la normale pendant une période limitée, et dont après le 3 janvier 2016, elle est devenue plus difficile à acquérir, alimentant le « délire » et la pression des pairs sur les joueurs pour tenter de la récupérer immédiatement. La frustration et les allégations selon lesquelles le taux d'apparition d'Andira est inférieur à celui annoncé par d'autres joueurs ont également conduit le développeur Cygames à offrir une compensation en cristaux aux personnes prises dans l'incident, une promesse de mettre en place un système pour donner automatiquement une apparition après trop de « ratés », et des excuses de la direction. Après le changement de politique, les joueurs choisissent et acquièrent immédiatement le personnage souhaité après avoir dépensé 90 000 cristaux (300 tirages).

## Développement
Nobuo Uematsu a composé onze pistes pour le jeu, Tsutomu Narita en réalisant neuf autres et Minaba dessinant environ 100 designs de personnages potentiels,. Le jeu contient également des doublages de Hiroaki Hirata, qui a précédemment travaillé sur Final Fantasy XII et Dissidia 012: Final Fantasy.
Le jeu était initialement prévu pour une sortie au Japon le 17 décembre 2013, mais il a été repoussé au 10 mars 2014. Le jeu est free-to-play et édité par Mobage. Au TGS 2015, il a été annoncé que le jeu recevrait une sortie internationale en mars 2016. Au lieu d'un lancement international, un patch linguistique a été publié ajoutant une option dans le jeu pour passer du japonais à l'anglais. Cela permet aux joueurs internationaux qui ont joué à la version japonaise de conserver toutes leurs données.

## Réception
En mars 2016, le jeu avait été téléchargé plus de 10 millions de fois au Japon, un chiffre qui est passé à plus de 25 millions en décembre 2019. Le jeu a rapporté 20,9 milliards de yens (189,27 millions de dollars) entre janvier 2017 et octobre 2017. En 2018, il a rapporté 33,9 milliards de yens (307 millions de dollars), où il s'agissait du sixième jeu mobile le plus rentable de l'année. Dans l'ensemble, le jeu a rapporté au moins 54,8 milliards de yens (496 millions de dollars) au Japon entre 2017 et 2018. De nombreux journalistes l'ont comparé favorablement aux premiers jeux Final Fantasy,.

## Autres productions

### Anime
La production d'une adaptation en anime de Granblue Fantasy a été annoncée en septembre 2015. Granblue Fantasy: The Animation, produite par A-1 Pictures, est diffusée pour la première fois entre le 2 avril et le 25 juin 2017. Une seconde saison, produite cette fois-ci par MAPPA, est diffusée pour la première fois entre le 5 octobre et le 28 décembre 2019.

### Adaptations sur console
Granblue Fantasy Versus (en), un jeu vidéo sur console. Le jeu a été annoncé pour la première fois au « Granblue Fantasy Fes » en décembre 2018. Il s'agit d'un jeu de combat animé en 2,5D développé par Arc System Works pour Playstation 4 et ordinateur via la plateforme Steam. Versus devait initialement sortir en 2019, et la bêta fermé a eu lieu du 8 mai au 24 mai 2019. Le jeu a été officiellement publié le 6 février 2020, avec une dernière annonce au « Granblue Summer Fes » en août 2019.
Granblue Fantasy: Relink (en), un jeu vidéo sur console animée en 3DCG proposé jusqu'à son développement par Cygames Osaka, en remplacement de PlatinumGames.